# ミネソタ飢餓実験
ミネソタ飢餓実験（ミネソタきがじっけん）は、1944年11月19日から1945年12月20日まで、ミネソタ大学で行われた臨床研究である。ミネソタ半飢餓実験、ミネソタ飢餓回復実験および飢餓研究という呼び名でも知られる。調査は、重度および長期の食事制限の生理学的および心理学的影響と、食事リハビリ戦略の有効性を決定するように設計された。

## 概要
ミネソタ飢餓実験に関する研究の動機は2つある。
- 最初に、厳しい飢饉の実験室シミュレーションに基づいて人間の飢餓の問題に関する信頼のおける文献を作成すること。
- 第2に、その科学的成果を、第二次世界大戦末期におけるヨーロッパとアジアの飢餓犠牲者に対する連合国の救済援助の指針作成に用いることであった。

それだけでなく、1944年の早い時期に、戦争によって何百万人もの人々が大規模な飢饉による深刻な危機にさらされていることが認識されていた。そして戦後の救援活動を効果的なものとするためには、半飢餓の影響と様々なリハビリ戦略の影響についての情報が必要だった。
この研究は、Civilian Public Service（CPS・良心的兵役拒否者が兵役の代わりに携わる市民労役）およびSelective Service System（選抜徴兵制）と連携して開発され、200人以上のCPS志願者の中から選ばれた36人を被験者とした
:46。
この研究は、3つの段階に分けて実施された。
- 12週間の対照期間には、各被験者のベースラインを確立するために生理学的および心理的観察が収集された。
- 24週間の飢餓期間には、各被験者のカロリー摂取量が大幅に減らされ、それぞれ飢餓前の体重の平均25％を失った。
- 最後の回復期には、さまざまなリハビリテーション食で被験者を再栄養した。

この結果、2人の被験者が実験の飢餓期に課された食事制限を維持できなかったために脱落し、もう2人のデータが結果の分析には使用されなかった。
1950年に、アンセル・キーズと彼の同僚らはミネソタ飢餓実験の結果を、2巻で1,385ページの「人間の飢餓の生物学」と題する教科書の中で発表した。この信頼のおける文献は戦後復興の努力に対してはあまりにも遅れていたが、ミネソタ飢餓実験の重要な結果を含む予備的な資料（パンフレット）が作成され、戦闘行為の停止後数か月でヨーロッパとアジアの救援活動従事者によって広範囲に使用された:183–184。

## 主要な研究員
アンセル・キーズはミネソタ飢餓実験の主任研究員だった。彼は、生理衛生研究所の活動の全般的な監督を担当し、プロジェクトのX線分析と管理業務を直接担当した。キーズは、1940年にミネソタ大学で生理学的衛生研究所を設立し、ハーバード大学の疲労検査室とメイヨークリニックで職を辞した。1941年からは、米国務長官特別補佐官を務め、戦闘中の軍隊のための食糧を開発するために陸軍と協力した（Kレーション）:30–31。キーズは生理学研究所ミネソタ大学で36年間の著名なキャリアを経て1972年に退職した。
Olaf Mickelsenは、飢餓研究中の生理衛生研究所で行われた化学分析、およびキッチンとスタッフの監督を含むCPS被験者の毎日の食事管理を担当した。研究中、ミネソタ大学で生化学と生理衛生の准教授を務め、1939年にウィスコンシン大学で生化学の博士号を取得した。
Henry Longstreet Taylorはミネソタ飢餓実験で使用された36人のCPSボランティアを募集し、参加者のモラルと研究への関与を維持することを主な責務としていた。研究の間、彼はAustin Henschelと物理的なパフォーマンス、呼吸および姿勢テストを行うことに協力した。彼は1941年にミネソタ大学から博士号を受け、生理学的衛生研究所に就き、生理学部との共同任命をうけた。彼の研究は、心血管生理学、温度調節、代謝および栄養、老化および心臓血管疫学における問題に集中していた。
Austin Henschelは、ミネソタ飢餓実験での選択のためにCPSボランティアをテイラーとスクリーニングする責任を担当し、さらに血液形態学を担当し、研究の過程で被験者のすべての試験および測定を計画した。彼は、生理学的衛生研究所およびミネソタ大学医学部の教員であった。
Josef Brožek (1914–2004) は、精神運動検査、人体測定、結果の統計分析など、飢餓研究の心理学的研究を担当していた。 Brožekは、1937年にチェコスロバキアのプラハのチャールズ大学で博士号を取得した。1939年に米国に移住し、1941年にミネソタ大学で生理学的衛生研究所に入所し、17年以上にわたり在任。生理学的衛生研究室での彼の研究は、栄養不良と行動、視覚照明とパフォーマンス、および老化に関するものだった。

## 参加ボランティア
ミネソタ飢餓実験の成功のために不可欠な要素は、研究を完了するのに必要なプライバシー、栄養失調、身体的および精神的苦難の1年にわたる介入に服したいと望む充分な数の健康なボランティアが利用可能なことであった。当初から、公衆戦時奉仕に既に参加していた良心的兵役拒否のランクから選ばれたボランティアを使用する意向で、Civilian Public ServiceとSelective Service Systemと協力して実験は計画された。キーズは、CPSから参加者を選ぶために戦争部からの承認を得た。
1944年初めに、募集のパンフレットが作成され、米国内のCPSワークキャンプのネットワークに配布された。 400人以上の男性が兵役代行としてボランティア参加し、このうち約100名が詳細な検査のために選ばれた。ミネソタの生理学的衛生研究所のテイラー、ブラジェック、ヘンシェル医師らは様々なCPSユニットを訪れ、潜在的な候補者にインタビューし、ボランティアに物理的および心理的テストを実施した。36人の男性が最終的に選ばれた。彼らは必要とされた精神的、身体的健康の証拠を示し、剥奪と苦難に耐える一方でグループ内で合理的にうまくやる能力、研究を完了するための、救済およびリハビリテーション目的の調査に対する充分なコミットメントを示した。被験者は全て白人男性で、年齢は22 - 33歳であった。
36人の被験者のうち、15人が 歴史的平和教会 (メノナイト、ブレザレン教会とクエーカー)のメンバーだった。ほかには、メソジスト、プレスビテリアン、バプティスト、ほかに1人ずつだがユダヤ教、エピスコパル教会、福音主義教会及び改革教会、キリストの教会 (キリストの弟子たち)、会衆派教会と福音聖約教会を含み、2人は無宗教だった。
ミネソタ飢餓実験の36人のCPS参加者は以下の通り: William Anderson, Harold Blickenstaff, Wendell Burrous, Edward Cowles, George Ebeling, Carlyle Frederick, Jasper Garner, Lester Glick, James Graham, Earl Heckman, Roscoe Hinkle, Max Kampelman, Sam Legg, Phillip Liljengren, Howard Lutz, Robert McCullagh, William McReynolds, Dan Miller, L. Wesley Miller, Richard Mundy, Daniel Peacock, James Plaugher, Woodrow Rainwater, Donald Sanders, Cedric (Henry) Scholberg, Charles Smith, William Stanton, Raymond Summers, Marshall Sutton, Kenneth Tuttle, Robert Villwock, William Wallace, Franklin Watkins, W. Earl Weygandt, Robert Wiloughby and Gerald Wilsnack.

## 目的と方法
ミネソタ飢餓実験の第1の目的は、健康な男性に対する長期的な飢饉に似た半飢餓状態の身体的および心理的影響を、その後の飢餓状態からのリハビリテーションと同様に、詳細に研究することだった。これらの目標を達成するために、12か月の調査を4つの異なる段階に分けた。
1. 対照期間 (12週間): これは、被験者が毎日約3,200キロカロリーの食事に管理された標準化期間であった。「理想」体重に近い被験者の食事はカロリーバランスを維持するように調節され、一方、低体重者および過体重者の食事は、理想体重に近づくように調整された。平均して、グループは「理想的な」体重よりわずかに下回った[2]:74。 さらに、生理学的衛生研究所の臨床スタッフは、正常な状態での各参加者の身体的および精神的な特徴を明らかにするためにデザインされた、一連の人体計測、生理学的および心理学的試験を日常的に実施した。
2. 半飢餓期間 (24週間):  6か月の半飢餓期間中、各被験者の食物摂取量は1日あたり約1,560キロカロリーに減らされた。彼らの食事は、戦後後期のヨーロッパの人々の食生活の典型と予想されていた食品、すなわちジャガイモ、ルタバガ、カブ、パン、マカロニで構成されていた。
3. 制限されたリハビリ期間 (12週間):  参加者は8人の男性からなる4つのグループに分けられた。各グループは4つの異なるカロリーエネルギーレベルのうちの1つの厳密に制御されたリハビリテーション食を与えられた。各エネルギーレベル群において、参加者はさらに、異なるタンパク質とビタミンの補給レジームを与えられるサブグループに細分された。このようにして、臨床スタッフは、半飢餓期に誘発された飢餓状態から被験者を再栄養化するための様々なエネルギーとタンパク質とビタミンの戦略を検査した。
4. 制限されていないリハビリ期間 (8週間): 最終的なリハビリ期間では、カロリー摂取量および食物内容は制限されていないが、注意深く記録および監視された。

飢餓期間中、被験者は、各参加者のために同じレベルの栄養ストレスを誘発するように設計された1日2回の食事を受けた。各被験者は異なる代謝特性を有していたので、24週の期間にわたって約25％の全体重の減少を生じるように、飢餓期間を通して各人の食事は調節された。
研究者は、飢餓期間の開始から経過した時間の関数として各被験者の体重を追跡した。各被験者について、体重対時間プロットは、実験の開始前に特性が決定された予測減量曲線である特定の曲線を形成することが期待された。仮定された曲線は、ほとんどの被験者にとってかなり予測的であることが判明した。被験者が任意の週に自分のカーブを外してしまった場合、次の週のカロリー摂取量は、パンとジャガイモの量を変えて、カーブに戻すように調整された。しかし、必要な調整は通常は軽微であった:75。 曲線の形状は、最終的な体重で減量率が徐々に減少し相対的な台地に達するという概念に基づいて選択された:74。
各被験者について、体重対時間曲線は時間の二次（実際には上に開く放物線）に取られ、最小値は24週に位置し、その時点で体重は最終目標体重に等しくなるとされた（最小値は曲線がゼロの傾きを有し、これは上記の「台地」に対応する）。数学的には、これは各被験者の曲線が次の式によって与えられることを意味する。
{\displaystyle W(t)=W_{f}+K\,(24-t)^{2}}
ここで {\displaystyle t} は、飢餓期間の開始から経過した時間（週単位で測定されたもの）であり、 {\displaystyle W(t)} は被験者の{\displaystyle t}の時間における体重であり、 そして{\displaystyle W_{f}} は、被験者が24週間の終わりに到達するはずの最終的な体重である。 定数{\displaystyle K}は{\displaystyle W(t=0)} が初期の体重{\displaystyle W_{i}}であるようにという要求によって求まる。つまり以下を解くことによって
{\displaystyle W_{i}=W_{f}+K\,(24-0)^{2}}
{\displaystyle K}に関して、以下を与える
{\displaystyle K={\frac {W_{i}-W_{f}}{24^{2}}}}
著者たちはこれをすべての体重減少のパーセントである{\displaystyle P}と表し、
{\displaystyle P=100\times {\frac {W_{i}-W_{f}}{W_{i}}}}
(これは、上で述べたように、すべての被験者について約25%とされる), 以下を導く
{\displaystyle K={\frac {P}{100\times 24^{2}}}\,W_{i}}
研究期間中、各男性には特定の仕事が割り当てられ、毎週 22マイル (35 km) 歩くことが期待され、個人の日記をつけるように要求された。  X線検査、トレッドミルパフォーマンス、知性と心理の評価など、代謝測定および身体測定の収集を含む広範な一連の試験が定期的に実施された。

## 結果
ミネソタ飢餓実験の結果の全レポートは、1950年に「人間の飢餓の生物学」（University of Minnesota Press）と題された1,385ページの2巻のテキストに掲載された。 50章の作品には、研究中に収集された生理学的および心理学的なデータの広範囲の分析と、包括的な文献レビューが含まれている。
この研究の結論の中には、長期間の半飢餓状態がうつ病、ヒステリー、および心気症の有意な増加を引き起こすという確認があり、それらはミネソタ多面人格目録を用いて測定された。
事実、ほとんどの被験者は重度の精神的苦痛およびうつ病の期間を経験した:161。 自傷を含む実験中の心理学的影響に対する極端な反応があった（被験者自身にも故意か事故かははっきりしなかったが、1人の被験者は手の3本の指を斧で切断した）。  参加者は、飢餓期とリハビリ期の両方で、食べ物への没頭を示した。性的関心が大幅に低下し、参加者はひきこもりと孤立の兆候を示した:123–124。 参加者は集中力、理解力、判断能力の減少を報告した。とはいえ標準化された試験では能力の低下の兆候は見られなかった。しかし、これは、仕事・研究・学習の能力が飢餓や集中的な減量に影響されないという兆候とはみなされるべきではない。各被験者の基礎代謝レート（安静時に身体が必要とするエネルギー）の低下、体温の低下、呼吸および心拍数の低下に反映されたように、生理学的過程における顕著な低下があった。一部の被験者は、おそらく、アルブミンのような重要なタンパク質を構築する体の能力が利用可能なエネルギー源に基づいているため、血漿タンパク質のレベルが低下し、四肢に浮腫を示した。

## 関連研究
アンセル・キーズを含む多くの栄養科学研究者によって議論されたミネソタ飢餓実験の重要な観察の1つは、研究中の誘発された半飢餓の物理的効果が、神経性無食欲症および神経性大食症などの摂食障害であることである。この研究の結果、これらの障害の深刻な社会的および心理的効果の多くは、栄養失調に起因する可能性があり、回復は、肉体的再栄養および心理的治療に依存すると主張されている:199–200。

## 関連文献
- The Good War and Those That Refused to Fight It, an ITVS film presentation, produced by Paradigm Productions, a non-profit media organization based in Berkeley, California. Directed by Rick Tejada-Flores and Judith Ehrlich. Copyright 2000.
- "C.O.s", Time magazine, 30 July 1945.